# 猛男滾死隊
《猛男滾死隊》是王晶自編自導自演兼監製的香港電影。由曾志偉、杜汶澤、詹瑞文、王晶和狄易達領銜主演，旁白由林保全出任。
本片得到2012年度金話梅電影選舉的「最爛電影獎」，而曾志偉及周秀娜則當選為「最爛拍檔」。

## 演員表
| 演員   | 角色        | 備註 |
| 曾志偉 | 吳郁仁      | 愛抗議的議員，劉玉卿之夫，姓名諧音：唔郁人                                                                           |
| 杜汶澤 | 司徒奇峰    | 玄學大師，獨孤靈靈之夫                                                                                               |
| 詹瑞文 | 張秋雲      | 得獎無數的影帝，施九之夫                                                                                             |
| 王晶   | 傅武琛      | 婦科醫生，林娜娜之夫                                                                                                 |
| 狄易達 | 林查理      | 拉丁舞導師，陳浩蘭之夫                                                                                               |
| 吳耀漢 | 朱老師      | 中學老師，吳郁仁、司徒奇峰、張秋雲、傅武琛、林查理之當年中學老師，患有心臟病，後因為高興過頭而心臟病發去世，變成天使 |
| 周秀娜 | Tina        | 開放大膽, 模特兒 |
| 楊焉   | 小倩        | 經常被鬼上身, 模特兒                                                                                                 |
| 徐自賢 | Audrey      | 電影狂迷, 模特兒 |
| 朱裕琳 | 倪險        | 崇拜死亡, 模特兒 |
| 江怡   | Eleven      | 十五歲, 模特兒 |
| 張可頤 | 劉玉卿      | 吳郁仁妻子, 律師 |
| 陳法蓉 | 林娜娜      | 傅武琛之妻 |
| 麥玲玲 | 獨孤靈靈    | 司徒奇峰之妻 |
| 莊思敏 | 陳浩蘭      | 林查理之妻，山雞之妹                                                                                                 |
| 蝦頭   | 施九        | 張秋雲之妻 |
| 余迪偉 | 經理人      | Angelamammy 經理人                                                                                                   |
| 林子善 | 山雞        | 陳浩蘭之兄，一名小混混                                                                                               |
| 張嘉倫 | Tony        | 攝影師 |
| 李健仁 | 朱小姐      | 3D肉騰騰女主角 |
| 方皓玟 | Angelamammy | 演員 |
| 余慕蓮 | 朱姑娘      | 護士 |
| 黃文慧 | 倪太太      | 倪險之母親 |

## 記事
- 2010年12月14日：此電影於內地江門拍外景。[1]

## 外部連結
- YouTube上的
- Yahoo奇摩電影上《猛男滾死隊》的資料（繁體中文）
- 開眼電影網上《猛男滾死隊》的資料（繁體中文）
- 豆瓣电影上《猛男滾死隊》的資料 （简体中文）
- 时光网上《猛男滾死隊》的資料（简体中文）
- 爛番茄上《猛男滾死隊》的資料（英文）
- 香港影庫上《猛男滾死隊》的資料（繁體中文）
- 互联网电影数据库（IMDb）上《猛男滾死隊》的资料（英文）